# (30197) Nickbadyrka
(30197) Nickbadyrka est un astéroïde de la ceinture principale d'astéroïdes.

## Description
(30197) Nickbadyrka est un astéroïde de la ceinture principale d'astéroïdes. Il fut découvert le 7 avril 2000 à Socorro (Nouveau-Mexique) par le projet LINEAR. Il présente une orbite caractérisée par un demi-grand axe de 2,31 UA, une excentricité de 0,03 et une inclinaison de 4,5° par rapport à l'écliptique.

## Compléments